# Desmodema
Desmodema – rodzaj morskich, głębinowych ryb strojnikokształtnych z rodziny wstęgorowatych (Trachipteridae).

## Klasyfikacja
Gatunki zaliczane do tego rodzaju:
- Desmodema lorum
- Desmodema polystictum

Typem nomenklatorycznym jest Trachypterus jacksoniensis polystictus (D. polystictum)